# Gjógv

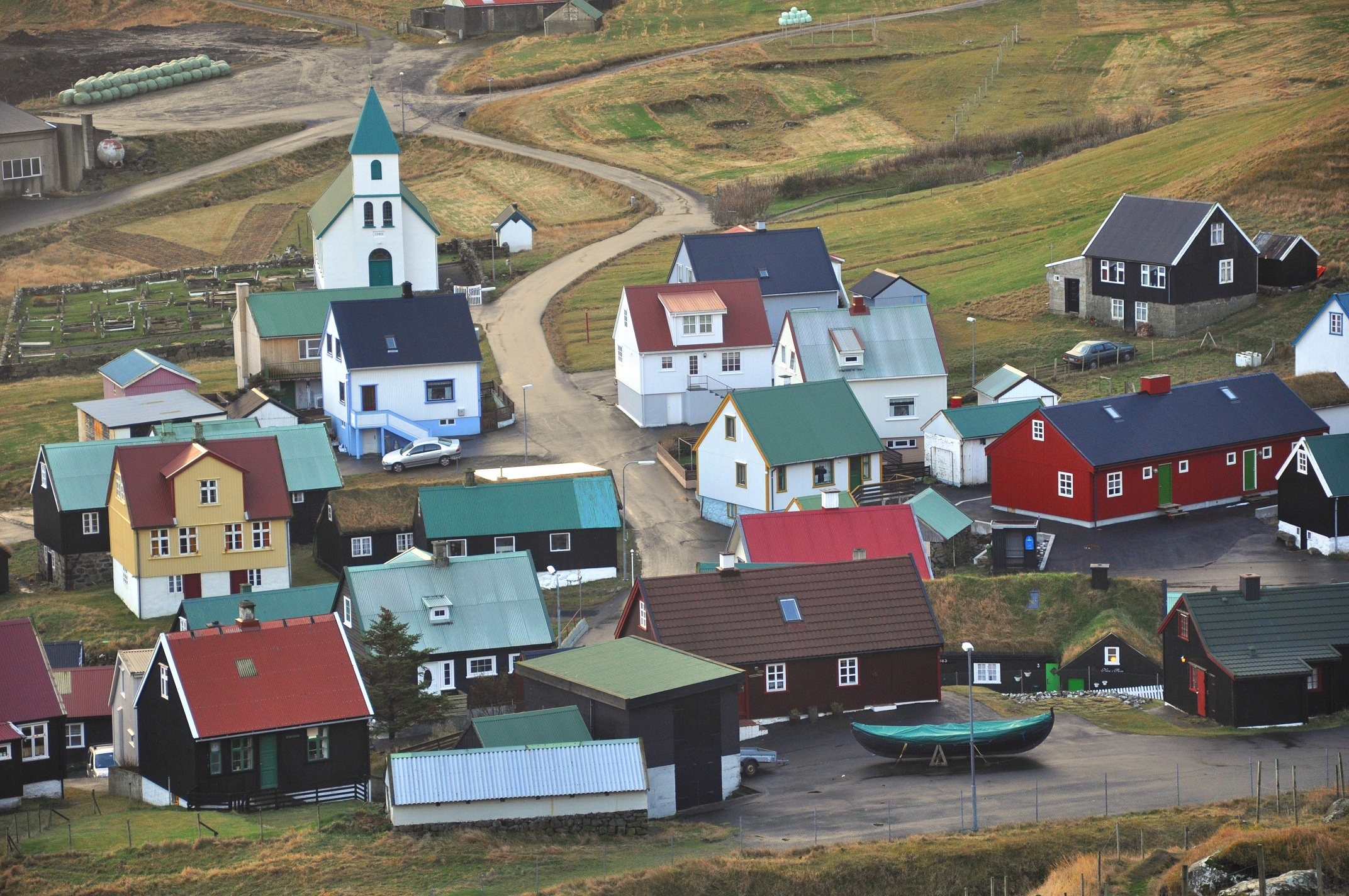
Dorpskern met kerk

Gjógv ([ʤɛgv], letterlijk: rotskloof) is een dorp dat zich bevindt op de noordoostelijke punt van het eiland Eysturoy in Faeröer, 63 km rijden ten noorden van de hoofdstad Tórshavn. Het ontleent zijn naam aan een 200 meter lange met zeewater gevulde rotskloof die vanaf het dorp naar zee leidt. Er wonen ongeveer 53 mensen. Het behoort tot de gemeente Sunda (sinds 1 januari 2005 - voorheen Gjáar Kommuna).

## Geschiedenis
Gjógv werd in 1584 voor het eerst vermeld, maar bestaat waarschijnlijk al veel langer. De bevolking heeft lange tijd geleefd van de visvangst en van de verkoop van de gedroogde en gezouten vis (klippfiskur in het Faeröers). Ooit telde Gjógv wel dertien visserschepen. Het inwonertal heeft in de afgelopen 60 jaar een sterke daling laten zien. In 1950 stond de teller nog op 210. In 1982 werd er hier een fabriek voor de vervaardiging van betonnen prefab-elementen opgericht. Er zijn zes mensen werkzaam en het is de enige dergelijke fabriek op de Faeröereilanden. Verder houdt men zich in het dorp bezig met het kweken van consumptievis en het onderbrengen van toeristen in jeugdherberg Gjáagarður met bijbehorende camping. Gjógv komt prominent voor in de debuutroman "Buzz Aldrin, waar ben je gebleven?" (2006) van de Noorse schrijver Johan Harstad.

## Bezienswaardigheden
Op het gebied van de architectuur is er in het dorp ook het een en ander te vinden, zoals de dorpskerk uit 1929. Dit was de eerste kerk die op deze plek werd ingewijd en tevens de eerste kerk op de Faeröereilanden waar diensten in het Faeröers werden opgedragen. De dorpsschool stamt uit 1884. Het is gebouwd van zwerfkeien en werd ooit bezocht door maar liefst 50 leerlingen. Nu zijn dat er nog maar drie. De oude danszaal van het dorp werd in 1986 gerenoveerd en uitgebouwd en is nu in gebruik als dorpshuis. Alle huizen in het dorp zijn volgens de kleurrijke Faeröerse stijl opgeschilderd. De kleuren wit, rood en groen overheersen hierbij. Ook zijn vele huizen voorzien van een grasdak. Er staan nog circa 50 huizen in het dorp. De snel verlopende ontvolking is er debet aan dat ongeveer de helft ervan nu leeg staat.
Gjógv beschikt over een van de beste natuurlijke havens van de Faeröereianden. De schepen dienen echter omhoog getakeld te worden langs een helling om echt veilig te zijn voor de ruwe zee. De haven onder in de rotskloof is een trekpleister voor toeristen én voor spelevarende Faeröers door het indrukwekkende landschap dat het omringt.
De toenmalige Deense kroonprins Frederik en diens vrouw prinses Mary brachten op 22 juni 2005 een bezoek aan Gjógv. Twee ouderen uit het dorp, Rita en Christian, kwamen met het originele idee om een bank te plaatsen met uitzicht op de kloof en hierachter liggende zee. Het bankje werd 'Marys bank' gedoopt (hetgeen ook op een koperen plaquette op de bank staat) en de kroonprinses mocht tijdens haar bezoek als eerste op de bank plaatsnemen. Tijdens het bezoek werden ze ook toegezongen door de Faeröerse operazanger Rúni Brattaberg.

## Omgeving
Ten westen en noorden van het dorp lopen er wandelpaden het omringende bergland in. De hoogste bergen zijn Slættaratindur (882 meter) en Gráfelli (857 meter), deze liggen tussen Gjógv en het plaatsje Eiði. Ten noordwesten van Gjógv lig het dal Ambadalur. Hier staat voor de kust de grootste vrijstaande rots van de Faeröereilanden met zijn 188 meter. Deze rots heet Búgvin en biedt ruimte aan duizenden zeevogels. Ten oosten van Gjógv liggen de bergen Tyril en Middagsfjall (601 meter). Vanaf beide bergen heeft men een fenomenaal uitzicht op de fjord Funningsfjørður.

## Schilder in Gjógv
In 1995 schilderde de Duitse kunstenaar Ingo Kühl aquarellen in Gjógv, waarna de negendelige cyclus van de Faeröer ontstond, die in 2003/2004 werd tentoongesteld in de Koninklijke Deense Ambassade in Berlijn.

## Bekende persoonlijkheden
- De Faeröerse actrice Kristin Hervør Lützen is geboren in Gjógv.

## Afbeeldingen

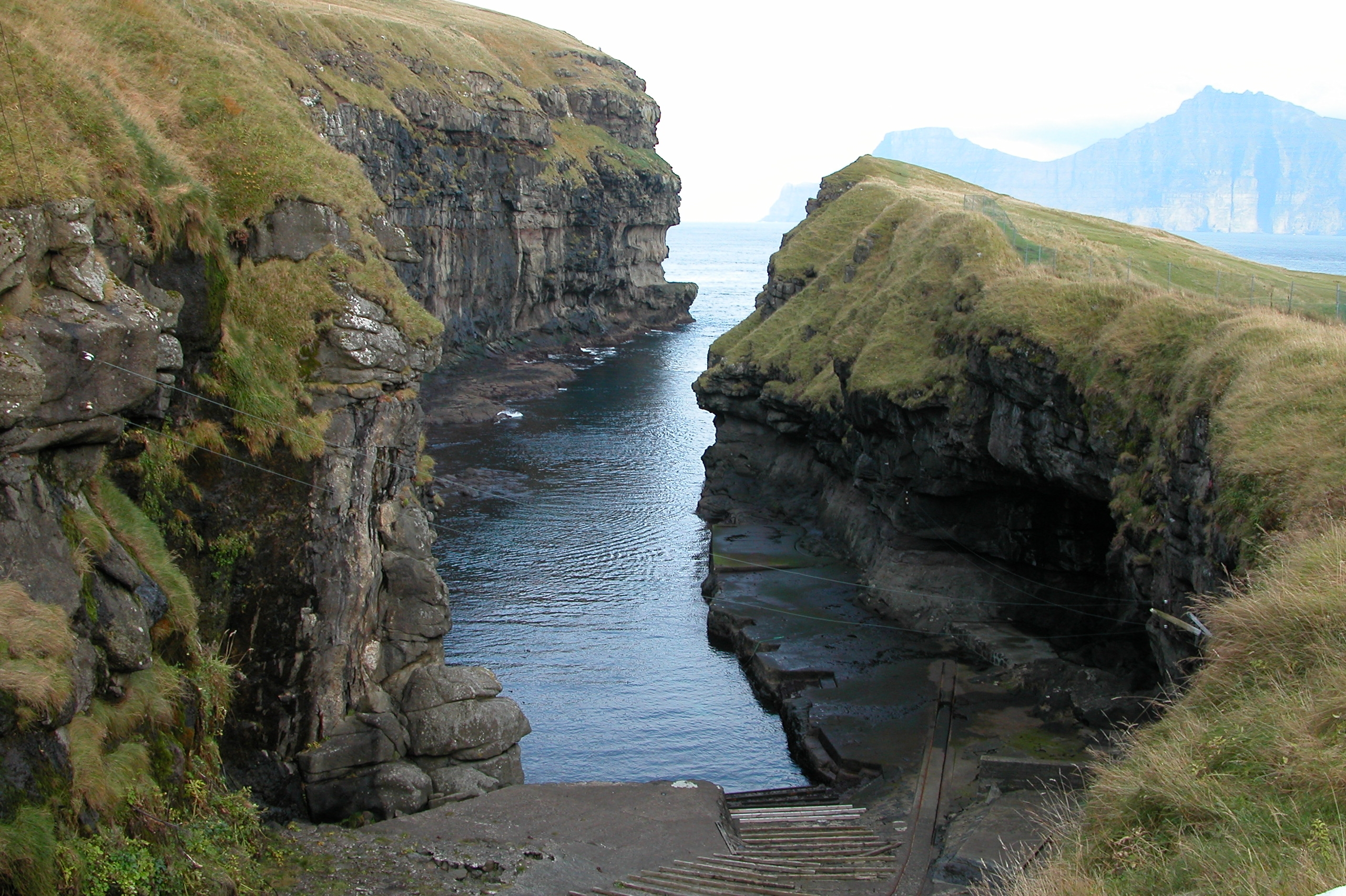
De natuurlijke haven
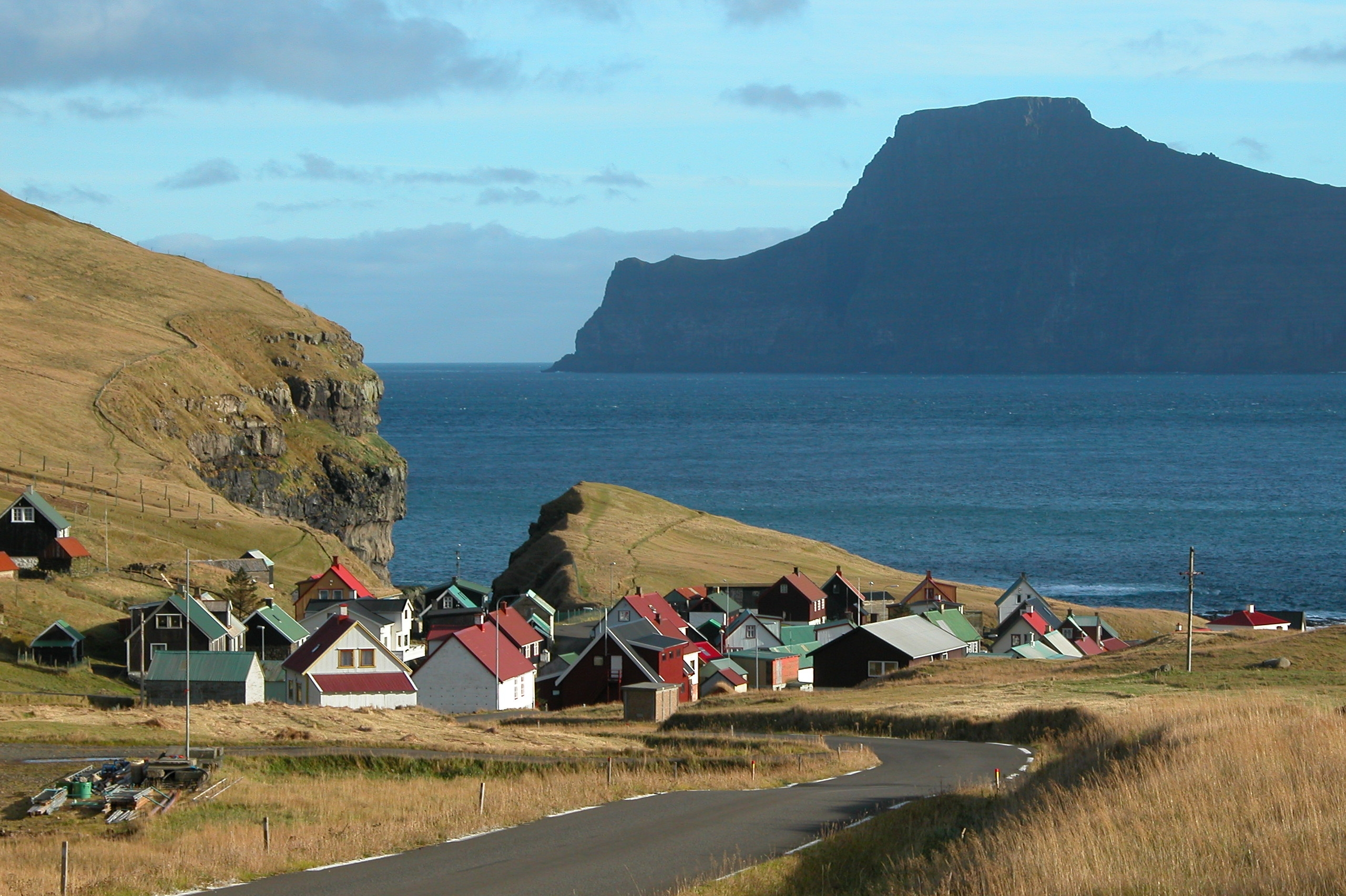
Ligging. In de verte Kalsoy.
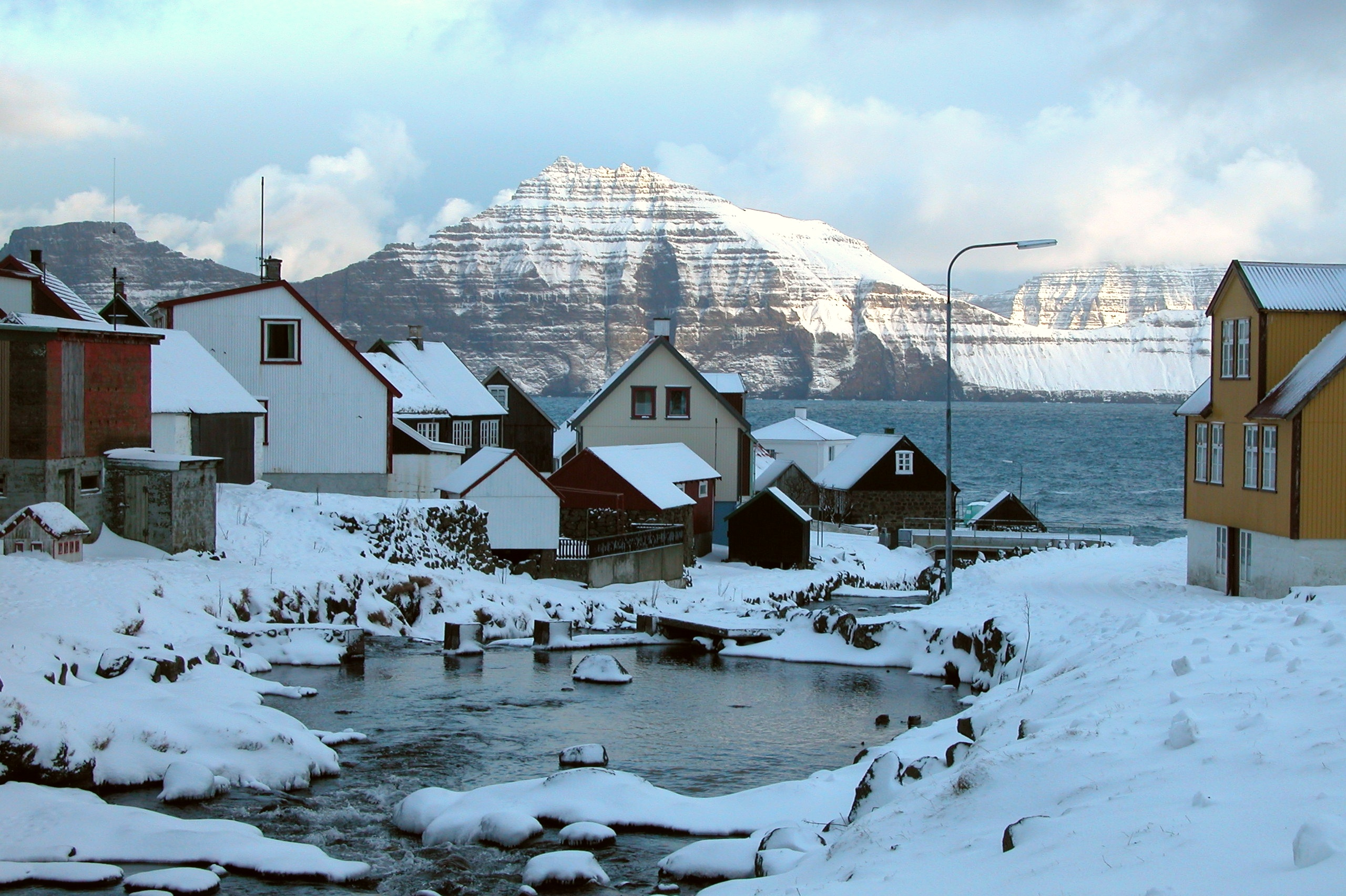
Gjógv in de winter
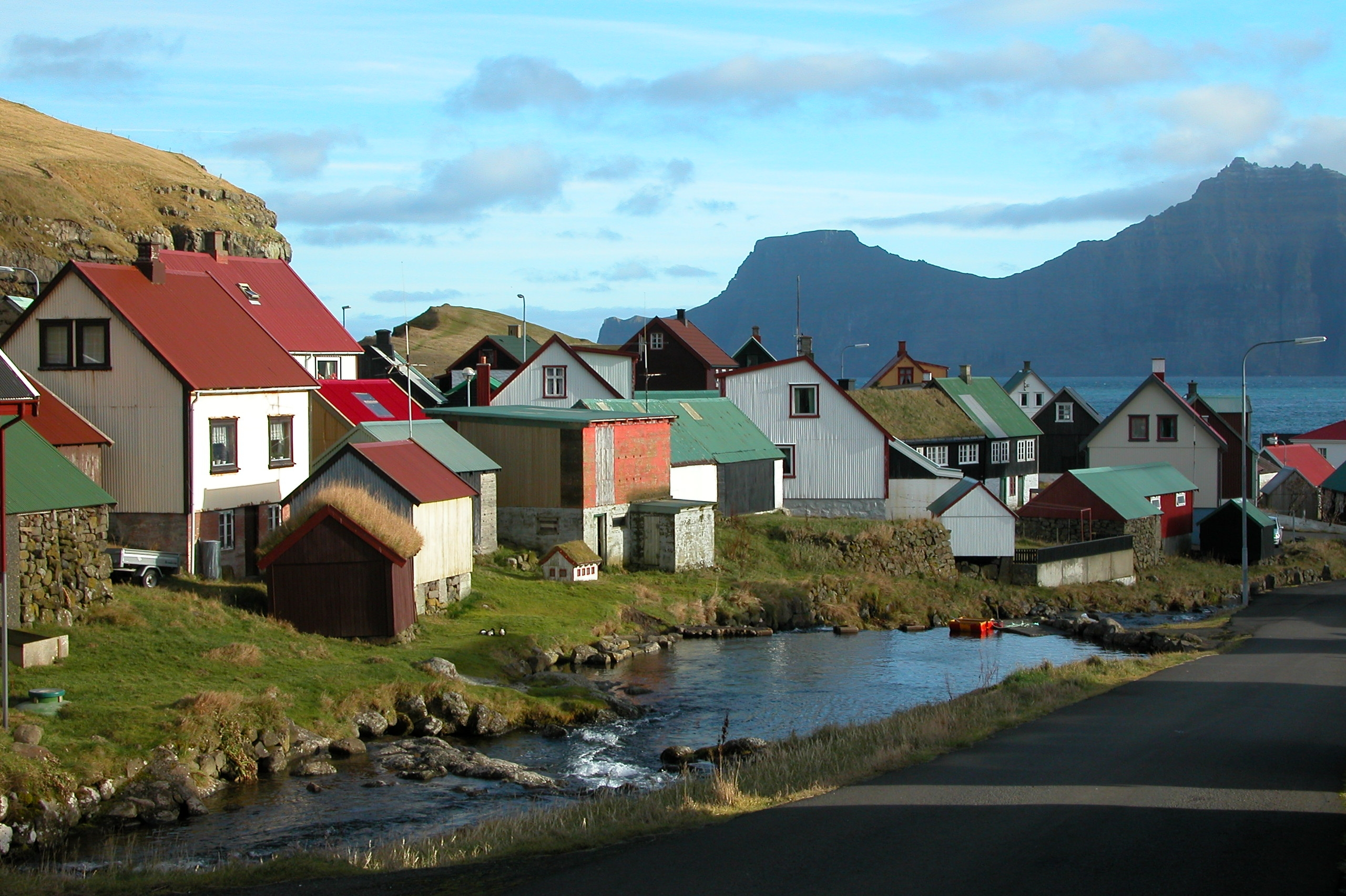
Dorpstafereel
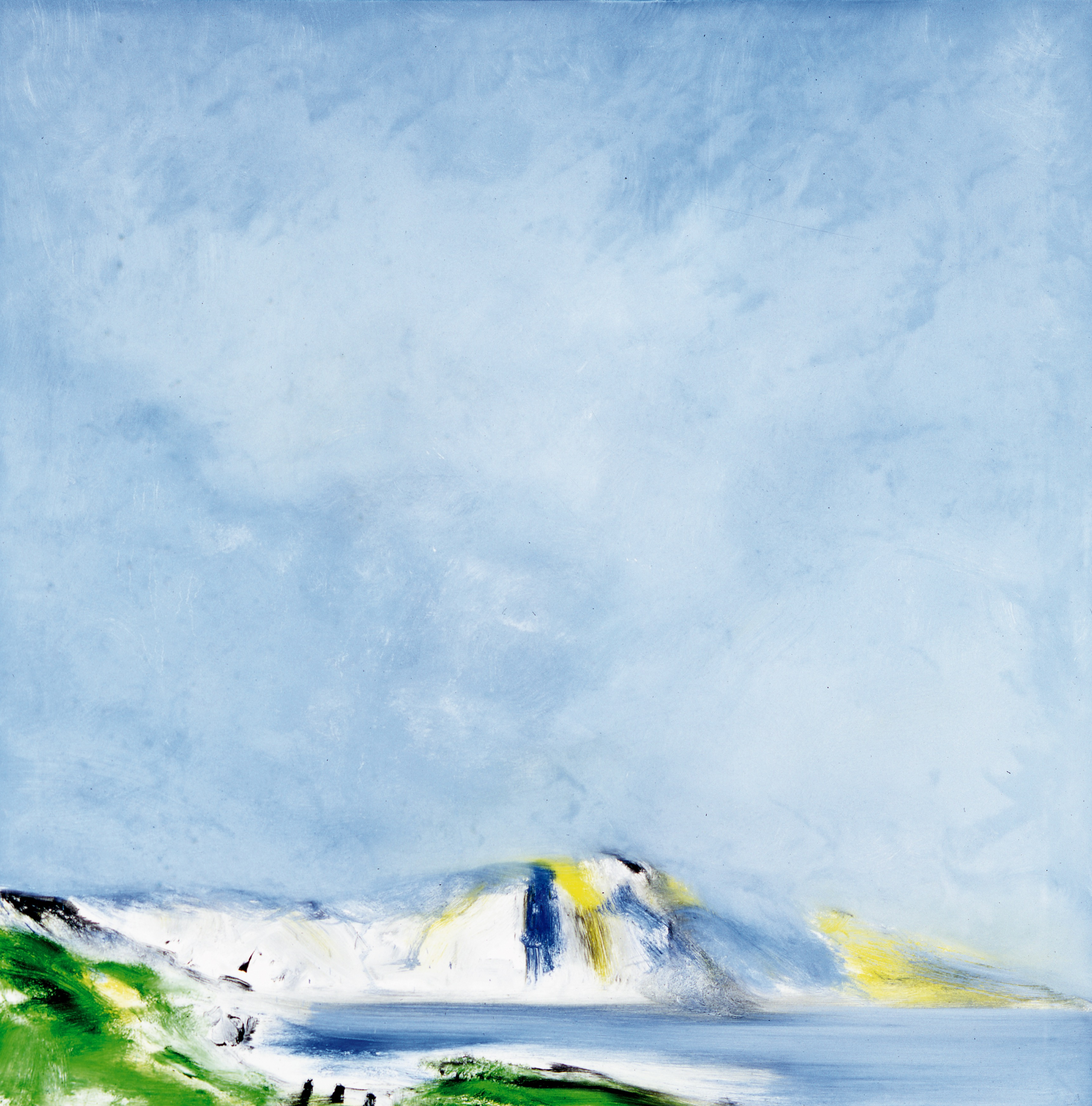
Faröer II, olieverfschilderij van Ingo Kühl